# کانگهوا
کانگهوا (به لاتین: Conghua District) یک سکونتگاه مسکونی و county-level city در جمهوری خلق چین است که در گوانگ‌ژو واقع شده‌است.

## خصوصیات
کانگهوا ۱٬۹۷۴٫۵ کیلومترمربع مساحت و ۵۴۳٬۳۷۷ نفر جمعیت دارد.